# Санпит
Окръг Санпит (на английски: Sanpete County) е окръг в щата Юта, Съединени американски щати. Площта му е 4151 km², а населението – 29 409 души (2016). Административен център е град Манти.

## Градове
- Ифрейм
- Маунт Плезант
- Сентърфийлд
- Спринг Сити
- Фаунтин Грийн
- Феървю